# World Series of Poker 2014
De World Series of Poker (WSOP) 2014 vormden de 45e jaarlijkse World Series of Poker (WSOP). In het kader hiervan werd er van 27 mei tot en met 14 juli 2014 in 65 toernooien gespeeld om de titels. Deze vonden allemaal plaats in het Rio All-Suite Hotel & Casino in Las Vegas. Het hoofdtoernooi was het $10.000 No Limit Hold'em Main Event, waarvan de winnaar zich een jaar lang de officieuze wereldkampioen poker mocht noemen. De negen spelers die zich kwalificeren voor de finale van dit toernooi, keerden hiervoor op 10 november terug. De hoofdprijs van het Main Event was een gegarandeerde $10.000.000,-. Alleen tijdens de World Series of Poker 2006 was de hoofdprijs hoger.

## Wetenswaardigheden
Aan editie 2014 van de World Series of Poker deden een recordaantal van 82.360 spelers uit 107 verschillende landen mee. Dat maakte de organisatie bekend op dag 2 van het Main Event. Het vorige record dateerde van de World Series of Poker 2013, waaraan 79.471 mensen meededen. De totale prijzenpot van de WSOP 2014 was met $225.584.873,- eveneens groter dan ooit.
Zachary Zaffos uit Florida was de jongste deelnemer aan het Main Event. Eén dag voor hij zich op dag 1c aan de pokertafel meldde, werd hij 21. De 93-jarige William Wachter uit Carmel was de oudste speler in het Main Event, nadat hij dat in 2013 ook al was. Beide spelers bereikten de tweede speeldag niet. De 90-jarige Poker Hall of Famer Henry Orenstein werd achtste in event #60 en was daarmee de oudste speler die op de WSOP 2014 prijzengeld won.

## Toernooien
| #   | Event                                                 | Deelnemers | Winnaar              | Prijs         | Tweede               |
| --- | ----------------------------------------------------- | ---------- | -------------------- | ------------- | -------------------- |
| 1   | $500 Casino Employees No Limit Hold'em                | 876        | Roland Reparejo      | $82.835,-     | Cory Emery           |
| 2   | $25.000 Mixed Max No Limit Hold'em                    | 131        | Vanessa Selbst       | $871.148,-    | Jason Mo             |
| 3   | $1.000 Pot Limit Omaha                                | 1128       | Brandon Shack-Harris | $205.634,-    | Morgan Popham        |
| 4   | $1.000 No Limit Hold'em                               | 2224       | Kyle Cartwright      | $360.435,-    | Jason Paster         |
| 5   | $10.000 Limit 2-7 Triple Draw Lowball                 | 120        | Tuan Le              | $355.324,-    | Justin Bonomo        |
| 6   | $1.500 No Limit Hold'em Shootout                      | 948        | Alex Bolotin         | $259.211,-    | Dimitar Danchev      |
| 7   | $1.500 Seven Card Razz                                | 352        | Ted Forrest          | $121.196,-    | Phil Hellmuth        |
| 8   | $1.500 Millionaire Maker No Limit Hold'em             | 7977       | Jonathan Dimmig      | $1.319.587,-  | Jeffrey Coburn       |
| 9   | $1.000 No Limit Hold'em                               | 1940       | Jeff Smith           | $323.125,-    | Danny Nguyen         |
| 10  | $10.000 Limit Omaha Hi-Low Split-8 or Better          | 178        | Brock Parker         | $443.407,-    | Richard Ashby        |
| 11  | $1.500 No Limit Hold'em Six Handed                    | 1587       | Justin Bonomo        | $449.980,-    | Mike Sowers          |
| 12  | $1.500 Pot Limit Hold'em                              | 557        | Gregory Kolo         | $169.225,-    | Kazu Oshima          |
| 13  | $10.000 No Limit 2-7 Draw Lowball                     | 87         | Paul Volpe           | $253.524,-    | Daniel Negreanu      |
| 14  | $1.500 Limit Omaha Hi-Low Split-8 or Better           | 1036       | Nicholas Kost        | $283.275,-    | Kal Raichura         |
| 15  | $3.000 No Limit Hold'em Six Handed                    | 810        | Davidi Kitai         | $508.640,-    | Gordon Vayo          |
| 16  | $1.500 Limit 2-7 Triple Draw Lowball                  | 348        | Todd Bui             | $124.510,-    | Tom Franklin         |
| 17  | $1.000 Seniors No Limit Hold'em Championship          | 4425       | Dan Heimiller        | $627.462,-    | Donald Maas          |
| 18  | $10.000 Seven Card Razz                               | 112        | George Danzer        | $294.792,-    | Brandon Shack-Harris |
| 19  | $1.500 No Limit Hold'em                               | 2086       | Ted Gillis           | $514.027,-    | John Hennigan        |
| 20  | $3.000 No Limit Hold'em Shootout                      | 389        | Kory Kilpatrick      | $254.891,-    | Eric Wasserson       |
| 21  | $1.000 No Limit Hold'em                               | 2043       | Dominik Nitsche      | $335.659,-    | Dave D'Alesandro     |
| 22  | $10.000 H.O.R.S.E.                                    | 200        | Christopher Wallace  | $507.614,-    | Randy Ohel           |
| 23  | $1.000 Turbo No Limit Hold'em                         | 1473       | Doug Polk            | $251.969,-    | Andy Philachack      |
| 24  | $5.000 No Limit Hold'em Six Handed                    | 541        | Kevin Eyster         | $622.998,-    | Pierre Neuville      |
| 25  | $2.500 Omaha/Seven Card Stud Hi-Low Split-8 or Better | 470        | John Kabbaj          | $267.327,-    | Thomas Keller        |
| 26  | $1.500 No Limit Hold'em                               | 1594       | Andrew Rennhack      | $408.953,-    | Michael Katz         |
| 27  | $1.500 H.O.R.S.E.                                     | 743        | Tommy Hang           | $230.744,-    | Jim Collopy          |
| 28  | $10.000 Pot Limit Hold'em                             | 160        | Alex Bilokur         | $398.567,-    | Matthew O'Donnell    |
| 29  | $2.500 No Limit Hold'em                               | 1165       | Pierre Milan         | $536.768,-    | Justin Oliver        |
| 30  | $1.500 Seven Card Stud Hi-Low 8-or Better             | 588        | Calvin Anderson      | $190.538,-    | Joe Tehan            |
| 31  | $1.500 No Limit Hold'em                               | 1631       | Brett Shaffer        | $418.435,-    | Ronald Sullivan      |
| 32  | $10.000 No Limit Hold'em Six Handed                   | 264        | Joe Cada             | $670.041,-    | Jeremy Ausmus        |
| 33  | $1.000 No Limit Hold'em                               | 1688       | Dutch Boyd           | $288.744,-    | Steven Norden        |
| 34  | $1.500 Seven Card Stud                                | 345        | Eric Buchman         | $118.785,-    | Alex Kravchenko      |
| 35  | $5.000 No Limit Hold'em Eight Handed                  | 550        | Brian Yoon           | $633.341,-    | Josh Arieh           |
| 36  | $1.500 No Limit 2-7 Draw Lowball                      | 241        | Steven Wolansky      | $89.483,-     | Joseph Cheong        |
| 37  | $1.500 Pot Limit Omaha                                | 967        | Brandon Pastor       | $264.400,-    | Marcel Vonk          |
| 38  | $10.000 Seven Card Stud Hi-Low Split-8 or Better      | 134        | George Danzer        | $352.696,-    | John Racener         |
| 39  | $3.000 No Limit Hold'em                               | 992        | Sean Dempsey         | $548.460,-    | Ryan Jaconetti       |
| 40  | $10.000 Heads Up No Limit Hold'em                     | 136        | Davide Suriano       | $335.553,-    | Sam Stein            |
| 41* | $1.500 Dealers Choice Six Handed                      | 419        | Robert Mizrachi      | $147.092,-    | Aaron Schaff         |
| 42  | $5.000 Pot Limit Omaha Six Handed                     | 452        | Michael Drummond     | $541.747,-    | Darius Studdard      |
| 43  | $1.500 Limit Hold'em                                  | 657        | Dan Kelly            | $195.167,-    | Yegor Tsurikov       |
| 44  | $1.500 No Limit Hold'em                               | 1914       | Jordan Morgan        | $478.102,-    | Evan McNiff          |
| 45  | $1.000 No Limit Hold'em                               | 1841       | Will Givens          | $306.634,-    | Angela Prada-Moed    |
| 46  | $50.000 The Poker Players Championship                | 102        | John Hennigan        | $1.517.767,-  | Brandon Shack-Harris |
| 47  | $1.500 Ante Only No Limit Hold'em                     | 714        | Jesse McEuen         | $212.093,-    | Jonas Lauck          |
| 48  | $1.500 Pot Limit Omaha Hi-Low Split-8 or Better       | 991        | Tyler Patterson      | $270.992,-    | Scott Clements       |
| 49  | $5.000 No Limit Hold'em                               | 696        | David Miscikowski    | $719.707,-    | Norbert Szecsi       |
| 50  | $1.500 Eight Game Mix                                 | 486        | Phil Ivey            | $167.332,-    | Bruce Yamron         |
| 51  | $1.500 No Limit Hold'em Monster Stack                 | 7862       | Hugo Pingray         | $1.372.083,-  | Joseph McKeehen      |
| 52  | $10.000 Limit Hold'em                                 | 122        | David Olson          | $303.909,-    | Mikail Tulchinskiy   |
| 53  | $10.000 Ladies No Limit Hold'em Championship          | 793        | Haixia Zhang         | $153.470,-    | Mikiyo Aoki          |
| 54  | $3.000 Pot Limit Omaha Hi-Low Split-8 or Better       | 474        | Florian Langmann     | $297.650,-    | Zach Freeman         |
| 55  | $1.500 No Limit Hold'em                               | 2396       | Asi Moshe            | $582,321,-    | Michael Ferrer       |
| 56  | $1.000 No Limit Hold'em                               | 2525       | Mike Kachan          | $403.483,-    | Jeff Blenkarn        |
| 57  | $1.000.000,- The Big One for One Drop                 | 42         | Daniel Colman        | $15.306.668,- | Daniel Negreanu      |
| 58  | $1.500 No Limit Hold'em Mixed Max                     | 1475       | Jared Jaffee         | $405.428,-    | Mike Watson          |
| 59  | $3.000 Omaha Hi-Low Split-8 or Better                 | 457        | Phil Hui             | $286.976,-    | Zachary Milchman     |
| 60  | $1.500 No Limit Hold'em                               | 2563       | Salman Jaddi         | $614.248,-    | Brandon Hall         |
| 61  | $10.000 Seven Card Stud                               | 102        | Matt Grapenthien     | $268.473,-    | Todd Brunson         |
| 62  | $1.111 The Little One for One Drop                    | 4496       | Igor Dubinskyy       | $637.539,-    | Theodore Driscoll    |
| 63  | $1.500 10-Game Mix Six Handed                         | 445        | Bryn Kenney          | $153.220,-    | Jan Suchanek         |
| 64  | $10.000 Pot Limit Omaha                               | 418        | Pat Walsh            | $923.379,-    | Javed Abrahams       |
| 65  | $10.000 No Limit Hold'em Main Event                   | 6683       | Martin Jacobson      | $10.000.000,- | Felix Stephensen     |

- Tijdens de World Series of Poker 2014 behoorde voor het eerst een  'Dealers Choice' -toernooi tot het evenement (event #41). De deelnemers hieraan speelden met zes mensen per tafel. Een van hen koos welke spelvariant er één ronde (bij een volle tafel dus zes handen) werd gespeeld. Iedere officiële pokervariant was toegestaan (zoals de verschillende vormen van 5 Card Draw, 7 Card Stud en Texas Hold 'em, maar ook bijvoorbeeld Badugi, Baducy en Badacy). Daarna koos de speler links van hem welke spelvariant er de volgende ronde/zes handen werd gespeeld. Daarna degene links van hém, etc.

## Main Event
Het Main Event bracht in 2014 6.683 pokerspelers op de been die zorgden voor een totale prijzenpot van $62.820.200,-.

### Finaletafel
| Naam                      | Aantal chips (percentage van het aantal chips) | Bracelets | Uitbetalingen* | Verdiensten* |
| ------------------------- | ---------------------------------------------- | --------- | -------------- | ------------ |
| Jorryt van Hoof           | 38.375.000 (18,60%)                            | 0         | 4              | $37.634,-    |
| Felix Stephensen          | 32.775.000 (15,95%)                            | 0         | 0              | $0,-         |
| Mark Newhouse             | 26.000.000 (12,65%)                            | 0         | 7              | $902.968,-   |
| Andoni Larrabe            | 22.550.000 (11%)                               | 0         | 3              | $20.068,-    |
| Dan Sindelar              | 21.200.000 (10,30%)                            | 0         | 16             | $147.140,-   |
| William Tonking           | 20.050.000 (9,75%)                             | 0         | 3              | $13.421,-    |
| William Pappaconstantinou | 17.500.000 (8,50%)                             | 0         | 0              | $0,-         |
| Martin Jacobson           | 14.900.000 (7,25%)                             | 0         | 15             | $1.224.706,- |
| Bruno Politano            | 12.125.000 (5,90%)                             | 0         | 1              | $2.548,-     |

*Verdiensten tijdens alle World Series of Poker-evenementen tot aan de start van het Main Event 2014.
- Jorryt van Hoof werd in 2014 de tweede Nederlander ooit die de finaletafel van het Main Event haalde, één jaar nadat Michiel Brummelhuis dat op de World Series of Poker 2013 als eerste deed.
- Mark Newhouse was in 2014 de eerste die twee jaar op rij de finaletafel van het Main Event haalde sinds Dan Harrington dat deed in 2003 en 2004. Daarbij was hij de eerste die zich twee keer plaatste voor de 'November Nine', het sinds 2008 in november gehouden evenement waarop deze finaletafel sinds dat jaar gespeeld wordt.
- De Amerikaan Ronnie Bardah werd op de editie van 2014 de eerste speler ooit die zich op vijf WSOP's op rij naar prijzengeld speelde in het Main Event (hij eindigde als 475ste). Daarmee liet hij Robert Turner (1991-1994), Bo Sehlstedt (2004-2007), Theodore Park (2005-2008), Chris Overgard (2007-2010), Chris Björin (2008-2011) en Christian Harder (2010-2013) achter zich, met wie hij het oude record van vier op een rij deelde.
- De Amerikaanse Maria Ho werd 77ste en daarmee de hoogst geëindigde vrouw in het Main Event. Ze was dat ook op het Main event van de World Series of Poker 2007, toen ze 38ste werd.
- Op de World Series of Poker 2014 behoorden voor het eerst meerdere (twee) Nederlanders tot de laatste veertien in het toernooi. De ene (Jorryt van Hoof) schakelde daarbij de andere (Oscar Kemps) persoonlijk uit. Kemps ging met K♥J♣ in zijn hand all in met zijn laatste 3.925.000 chips. Van Hoof callde met A♥A♣. De flop, turn en river boden Kemps geen hulp, waardoor die op de veertiende plaats eindigde (goed voor $441.940,-).

### Uitslag finaletafel Main Event 2014
| Plaats | Naam                      | Prijs         |
| ------ | ------------------------- | ------------- |
| 1ste   | Martin Jacobson           | $10.000.000,- |
| 2de    | Felix Stephensen          | $5.147.911,-  |
| 3de    | Jorryt van Hoof           | $3.807.753,-  |
| 4de    | William Tonking           | $2.848.833,-  |
| 5de    | William Pappaconstantinou | $2.143.794,-  |
| 6de    | Andoni Larrabe            | $1.622.471,-  |
| 7de    | Dan Sindelar              | $1.235.862,-  |
| 8ste   | Bruno Politano            | $947.077,-    |
| 9de    | Mark Newhouse             | $730.725,-    |

## De Big One for One Drop
Tijdens de World Series of Poker 2014 werd voor de tweede keer het $1.000.000 The Big One for One Drop-toernooi gespeeld. Het inschrijfgeld hiervoor bedroeg opnieuw $1.000.000,- per speler. Hiervan ging $111.111,- per inschrijving naar de One Drop Foundation van Guy Laliberté, een niet-gouvernementele organisatie die schoon water voor iedereen wereldwijd toegankelijk probeert te maken. De winnaar van het toernooi won de hoogste hoofdprijs van het evenement, $15.306.668,-. Antonio Esfandiari won als winnaar van de eerste editie op de World Series of Poker 2012 een bedrag van $18.346.673,- en bleef zodoende winnaar van de hoogste WSOP-hoofdprijs ooit. Dit kwam omdat er deze keer 42 spelers deelnamen, tegenover 48 in 2012.

### Resultaten
| Plaats | Naam                | Prijzengeld   |
| ------ | ------------------- | ------------- |
| 1ste   | Daniel Colman       | $15.306.668,- |
| 2de    | Daniel Negreanu     | $8.288.001,-  |
| 3de    | Christoph Vogelsang | $4.480.001,-  |
| 4de    | Rick Salomon        | $2.800.000,-  |
| 5de    | Tobias Reinkemeier  | $2.053.334,-  |
| 6de    | Scott Seiver        | $1.680.000,-  |
| 7de    | Paul Newey          | $1.418.667,-  |
| 8ste   | Cary Katz           | $1.306.667,-  |

## Bracelet nummer twee of meer
Voor zeventien spelers die tijdens de WSOP 2014 een toernooi en een daarbij behorende gouden 'bracelet' (armband) wonnen, was dit niet hun eerste. Voor de volgende spelers was dit bracelet twee, drie, zes of tien:
| - Phil Ivey (10) - Ted Forrest (6) - Dutch Boyd (3) - John Hennigan (3) - Davidi Kitai (3) - Dominik Nitsche (3) | - Brock Parker (3) - Vanessa Selbst (3) - Eric Buchman (2) - Joe Cada (2) - Dan Heimiller (2) - George Danzer (1 én 2) | - John Kabbaj (2) - Dan Kelly (2) - Robert Mizrachi (2) - Brett Shaffer (2) - Brian Yoon (2) |

De Duitser George Danzer was de enige die tijdens de WSOP 2014 twee toernooien won, wat meteen ook zijn eerste twee WSOP-zeges waren. Phil Ivey won met zijn toernooizege niet alleen (als vierde speler ooit) zijn tiende bracelet, maar ook een weddenschap die hij samen met Daniel Negreanu voor het evenement had uitgeschreven. Hij en Negreanu hadden gewed dat minimaal een van hen tweeën dit jaar een (Amerikaans) WSOP-toernooi zou winnen. Letterlijk iedereen die voor minimaal $5000,- en maximaal $1.000.000,- (win/verlies-verhouding 1:1) tegen hen wilde wedden, werd uitgenodigd om deze weddenschap aan te gaan.

## WSOP Player of the Year
De WSOP reikt sinds 2004 een WSOP Player of the Year-award uit aan de speler die tijdens de betreffende jaargang de meeste punten scoort. Hiervoor tellen alleen toernooien mee waaraan iedereen mee kan doen, de spelen die alleen toegankelijk zijn voor vrouwen, senioren en casino-medewerkers niet. In 2006 en 2007 werd de uitkomst van het Main Event en het $50.000 H.O.R.S.E.-toernooi ook niet meegeteld. In 2008 telde het laatstgenoemde toernooi wel mee, het Main Event niet. Sinds 2009 tellen alle vrij toegankelijke toernooien mee, inclusief het Main Event.
Van 2004 tot en met 2010 telden alleen toernooien van de originele World Series of Poker in de Verenigde Staten mee voor het Player of the Year-klassement. Vanaf 2011 worden ook de resultaten van de World Series of Poker Europe en vanaf 2013 ook die van de World Series of Poker Asia Pacific meegerekend. Organisator Bluff Magazine paste in 2011 het scoresysteem aan en sindsdien beïnvloeden ook de inschrijfgelden en grootte van de deelnemersvelden het aantal punten dat spelers per evenement kunnen halen.
WSOP Player of the Year 2014 werd George Danzer, die zich dat jaar tien keer naar een geldprijs speelde, waarbij hij drie keer een toernooi won en hij in twee andere ook de finaletafel bereikte.